# Titaina
|  | Per a altres significats, vegeu «Titaina (Morera)». |

La titaina és un plat típic de l'Horta de València, especialment del Cabanyal-Canyamelar, actualment un quarter de la ciutat de València al País Valencià. És una mena de samfaina feta amb tomata, pimentó, pinyons, all i tonyina de sorra.